# Jacopo Vignerio

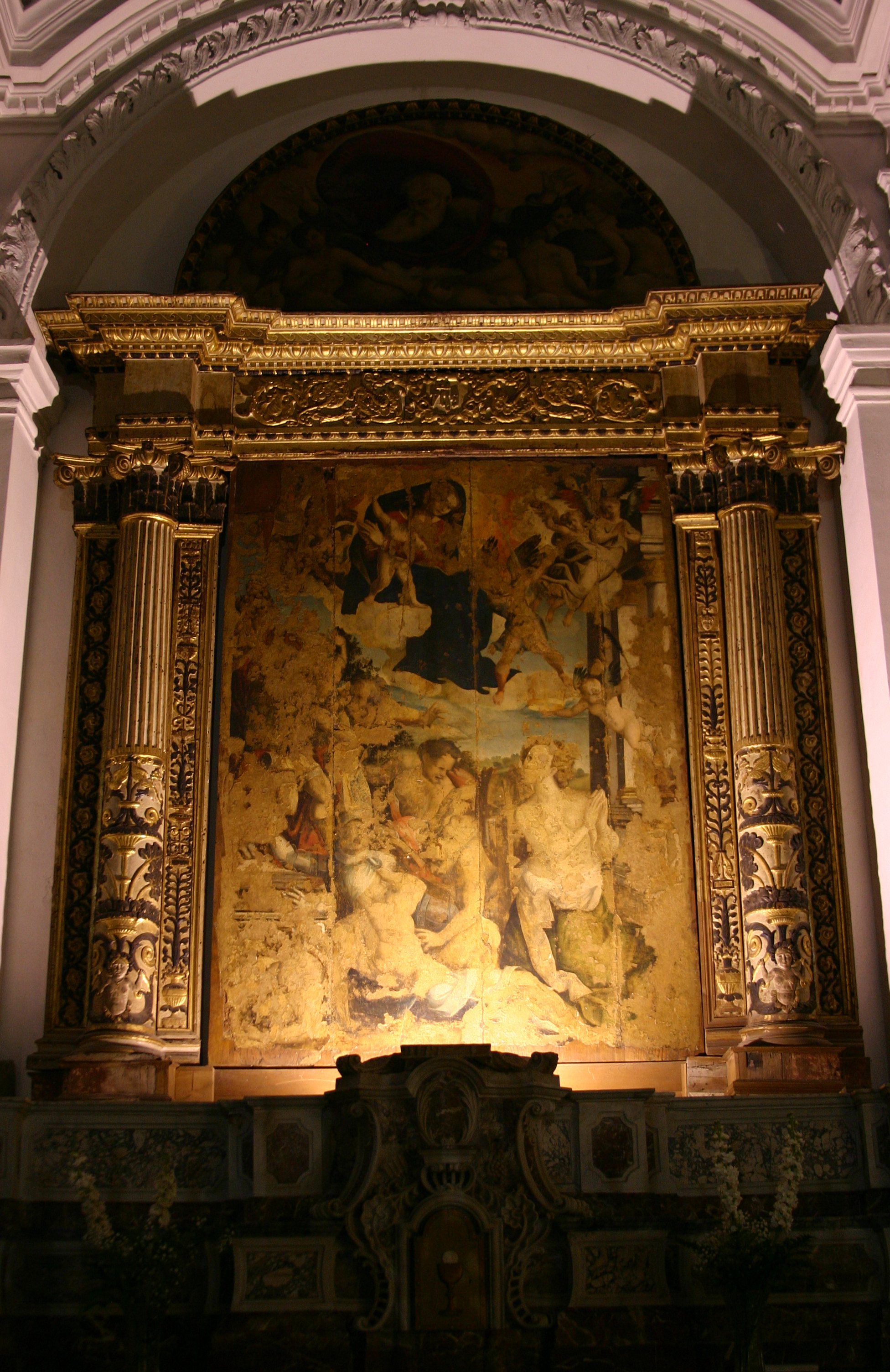
Santa Caterina

Jacopo Vignerio (Messina, ... – ...; fl. XVI secolo) è stato un pittore italiano. Fu allievo, assieme a Francesco Roviale, di Polidoro Caldara da Caravaggio.

## Opere
- 1541, Andata al Calvario dipinto su tavola, soggetto ispirato allo Spasimo di Sicilia, opera custodita nella chiesa di San Francesco d'Assisi all'Immacolata di Catania.[1]
- 1552, Gesù Cristo con la Croce, dipinto su tavola, prima dell'alienazione l'opera era documentata nella chiesa di Santa Maria della Scala di Messina.[1][2][3][4]
- 1535, Tutti i Santi, dipinto su tavola, in collaborazione con Francesco Roviale. Opera custodita nel duomo di Santa Maria Assunta di Castroreale.[1]
- XVI secolo, Affreschi, opere documentate nella chiesa di San Martino di Catania.[5]
- XVI secolo, Affreschi, opere documentate nella chiesa di San Pietro di Taormina.[1]
- XVI secolo, Martirio di Santa Caterina d'Alessandria, dipinto su tavola, opera custodita nella chiesa di Santa Caterina d'Alessandria di Taormina.[1]
- XVI secolo, Adorazione dei Magi, dipinto su tavola, opera custodita nella chiesa di Santa Caterina d'Alessandria di Taormina.[1]
- XVI secolo, Gesù Cristo con la Croce, dipinto su tavola, opera documentata nella cappella del Monte di Pietà di Messina.[1]